# UGC 11178
UGC 11178 oder NGC 6599 ist eine linsenförmige Galaxie im Sternbild Herkules. Ihre Entfernung kann aufgrund der Rotverschiebung zu ungefähr 44 Millionen Parsec abgeschätzt werden.
Die erstmalige photometrische Untersuchung der Galaxie erfolgte in einer Studie einiger lentikulärer Galaxien durch Barway et al., die im Jahre 2005 veröffentlicht wurde. Sie stellten fest, dass die Verteilung der Extinktionswerte auf eine ringartige Struktur hinweist. Dabei fiel auch auf, dass die Galaxie ein eigenartiges Verhältnis der in verschiedenen Wellenlängenbereichen gemessenen Helligkeiten aufweist. Die Autoren verwiesen darauf, dass weitere Untersuchungen notwendig wären, um die genaue Natur dieses Objekts zu ergründen und schlossen die Galaxie von der weiteren Analyse aus. In einer Untersuchung aus dem Jahr 2009 mit demselben Hauptautor entzog sich UGC 11178 aufgrund des schlechten Signal-Rausch-Verhältnisses der Aufnahmen einer Analyse.
Die erste Beschreibung von UGC 11178 erfolgte durch Albert Marth, der sie am 6. Juni 1864 beobachtete und als nebliges Objekt identifizierte. Diese Beobachtung führte später zum NGC-Eintrag NGC 6600. Die Katalognummer NGC 6599 geht auf eine Beobachtung von Édouard Stephan vom 27. Juli 1880 zurück.

## Links
1. 1 2 3 4 5 6  NASA/IPAC EXTRAGALACTIC DATABASE
2. 1 2 3  SIMBAD Astronomical Database
3. 1 2  SEDS: NGC 6599
4. ↑  Seligman